# ألوتشين
ألوتشين (بالفارسية: آلوچین) هي مستوطنة تقع في قسم تشاراويماق الجنوبي الغربي الريفي في إيران. يقدر عدد سكانها بـ 85 نسمة .